# Pierre Richard de La Pervanchère
Ne doit pas être confondu avec Pierre Richard de la Pervenchère.
Pierre-Alfred-Georges-Justin Richard de la Pervanchère est un homme politique français né le 1er mars 1827 à Nantes (Loire-Atlantique) et décédé le 26 novembre 1881 à Casson (Loire-Atlantique).

## Biographie
Petit-fils de Pierre Richard de la Pervenchère, il commande un régiment de la garde nationale mobilisée pendant la guerre franco-allemande de 1870. Il est fait chevalier de la Légion d'honneur le 3 avril 1871
Propriétaire terrien, dont le château du Plessis-Bardoult à Pléchâtel, il est représentant de la Loire-Inférieure de 1871 à 1876, siégeant au centre-droit, inscrit à la réunion des Réservoirs. Il vote notamment pour la paix,  pour l'abrogation des lois d'exil, pour la pétition des évêques, contre le service de trois ans, pour la démission de Thiers, pour le septennat, pour le ministère de Broglie, contre l'amendement Wallon et contre les lois constitutionnelles de 1875. 
Marié à Laure Sallentin, nièce de Félix Cossin, il est le grand-père de Hervé du Halgouët et le beau-père de Louis de Cornulier.

## Sources
- « Pierre Richard de La Pervanchère », dans Adolphe Robert et Gaston Cougny, Dictionnaire des parlementaires français, Edgar Bourloton, 1889-1891 [détail de l’édition]